# Chryse (Tochter des Almos)
Chryse (altgriechisch Χρύση Chrýsē, deutsch ‚die Goldene‘) bezeichnet eine weibliche Figur der griechischen Mythologie.
Sie ist die Tochter des mythologischen Königs Almos des böotischen Orchomenos. Sie war die Geliebte des Ares und hatte mit ihm den Sohn Phlegyas, der später ebenfalls König von Orchomenos und Ahnherr der Phlegyer wurde.